# العلاقات التوفالية الزيمبابوية
العلاقات التوفالية الزيمبابوية هي العلاقات الثنائية التي تجمع بين توفالو وزيمبابوي.

## مقارنة بين البلدين
هذه مقارنة عامة ومرجعية للدولتين:
| وجه المقارنة                                              | توفالو                         | زيمبابوي |
| --------------------------------------------------------- | ------------------------------ | --- |
| المساحة (كم2)                                             | 26                             | 390.76 ألف |
| عدد السكان (نسمة)                                         | 11.19 ألف                      | 16.53 مليون |
| الكثافة السكانية (ن./كم²)                                 | 43.04 ألف                      | 42.3 |
| العاصمة                                                   | فونافوتي                       | هراري |
| اللغة الرسمية                                             | اللغة التوفالوية، لغة إنجليزية | لغة إنجليزية، اللغة الشونا، النديبيلية الشمالية ‏، لغة الشيشيوا، Barwe ‏، Kalanga language ‏، Tshwa language ‏، Ndau dialect ‏، اللغة التسونجا، Zimbabwean sign languages ‏، اللغة السوتية، تونغا ‏، اللغة التسوانية، اللغة الفيندية، اللغة الكوسية |
| العملة                                                    | دولار توفالو                   | دولار أمريكي |
| الناتج المحلي الإجمالي (بليون دولار)                      | 39.73 مليون                    | 17.85 مليار |
| الناتج المحلي الإجمالي (تعادل القوة الشرائية) بليون دولار | 38.93 مليون                    | 27.88 مليار |
| الناتج المحلي الإجمالي الاسمي للفرد دولار أمريكي          | 3.29 ألف                       | 924 |
| الناتج المحلي الإجمالي للفرد دولار أمريكي                 | 3.77 ألف                       | 1.79 ألف |
| مؤشر التنمية البشرية                                      |                                | 0.509 |
| رمز المكالمات الدولي                                      | +688                           | +263 |
| رمز الإنترنت                                              | .tv                            | .zw |
| المنطقة الزمنية                                           | ت ع م+12:00                    | ت ع م+02:00 |

## منظمات دولية مشتركة
يشترك البلدان في عضوية مجموعة من المنظمات الدولية، منها:
| علم المنظمة | اسم المنظمة                                 | تاريخ انضمام توفالو | تاريخ انضمام زيمبابوي |
| ----------- | ------------------------------------------- | ------------------- | --------------------- |
|             | مجموعة دول أفريقيا والكاريبي والمحيط الهادئ | ?                   | ?                     |
|             | مؤسسة التنمية الدولية                       | 24 يونيو 2010       | 29 سبتمبر 1980        |
|             | الأمم المتحدة                               | 5 سبتمبر 2000       | 25 أغسطس 1980         |
|             | الاتحاد الدولي للاتصالات                    | 15 أغسطس 1996       | 10 فبراير 1981        |
|             | البنك الدولي للإنشاء والتعمير               | 24 يونيو 2010       | 29 سبتمبر 1980        |
|             | الاتحاد البريدي العالمي                     | ?                   | ?                     |
|             | منظمة حظر الأسلحة الكيميائية                | ?                   | ?                     |
|             | يونسكو                                      | 21 أكتوبر 1991      | 22 سبتمبر 1980        |

## وصلات خارجية
- موقع وزارة الخارجية الزيمبابوية